# Petrus Nicolai Bullernæsius
Petrus Nicolai Bullernaesius, född omkring 1580 i Bollnäs, död 1632 i Svärdsjö, var en svensk präst och skolman. 
Han föddes som son till kyrkoherden i Odensala Nicolaus Laurentii Bullernaesius och gifte sig 1620 med Justina Michaelia, dotter till kyrkoherden i Svärdsjö Michael Michaelius. Han var morfar till Jesper Swedberg genom dottern Anna Persdotter Bullernaesias giftermål med bergsmannen Daniel Isaksson från Swedens gård.
Bullernæsius var rektor vid Hedemora skola mellan 1607 och 1609 och skrevs in som student vid universitetet i Rostock 1610. Han prästvigdes för Västerås stift 1612 och fortsatte sedan sina studier i Tyskland. Han skrevs in som student vid universitetet i Greifswald 1614. Bullernæsius utnämndes till vice pastor i Falun 1615 och blev lärare vid Arboga skola 1616. Han var rektor för Falu Trivialskola mellan 1620 och 1628.
Bullernæsius var kyrkoherde i Svärdsjö pastorat från 1628.